# Hot Fuss
Hot Fuss — дебютный альбом американской альтернативной рок-группы The Killers, вышедший в июне 2004 года.

## Отзывы критиков
До выхода альбома были выпущены привлёкшие внимание публики синглы «Somebody Told Me» и «Mr. Brightside», причём последний вошёл в первую десятку Billboard Hot 100 и UK Singles Chart непосредственно перед выпуском Hot Fuss. 7 июня 2004 года альбом появился на прилавках Великобритании, ещё через 8 дней — в США.
Рецензии оказались в основном положительными. Критики указали, что альбом был создан под влиянием нью-вейва и постпанка таких лидеров 1980-х, как «New Order», «The Cure» и Моррисси. Другими исполнителями, повлиявшими на звучание альбома, называются альтернативные U2 и «Oasis». Hot Fuss возглавил британский чарт и стал мультиплатиновым на Альбионе и в США. По итогам 2000-х альбом попал сразу в несколько ведущих чартов десятилетия, в том числе стал 43-м в списке Rolling Stone.

## Список композиций
| №   | Название                          | Автор(ы)                           | Длительность |
| --- | --------------------------------- | ---------------------------------- | ------------ |
| 1.  | «Jenny Was a Friend of Mine»      | Флауэрс, Стормер                   | 4:04         |
| 2.  | «Mr. Brightside»                  | Флауэрс, Кенинг                    | 3:42         |
| 3.  | «Smile Like You Mean It»          | Флауэрс, Стормер                   | 3:54         |
| 4.  | «Somebody Told Me»                | Флауэрс, Кенинг, Стормер, Ваннуччи | 3:17         |
| 5.  | «All These Things That I've Done» | Флауэрс                            | 5:01         |
| 6.  | «Andy, You're a Star»             | Флауэрс                            | 3:14         |
| 7.  | «On Top»                          | Флауэрс, Кенинг, Стормер, Ваннуччи | 4:18         |
| 8.  | «Change Your Mind»                | Флауэрс, Кенинг                    | 3:11         |
| 9.  | «Believe Me Natalie»              | Флауэрс, Ваннуччи                  | 5:05         |
| 10. | «Midnight Show»                   | Флауэрс, Стормер                   | 4:02         |
| 11. | «Everything Will Be Alright»      | Флауэрс                            | 5:45         |

Вышеуказанные 11 песен вошли в стандартный американский альбом, другие издание содержали некоторые изменения. Например, в нескольких изданиях присутствовала также песня «Glamorous Indie Rock & Roll» (в британском — вместо «Change Your Mind»). В ограниченном американском издании, кроме «Glamorous Indie Rock & Roll», появились также бонусные треки «The Ballad of Michael Valentine» и «Under the Gun». В «делюксовом» бонусе iTunes появились 2 ремикса на «Smile Like You Mean It» и один на «Somebody Told Me». Ограниченный бокс-сет на одиннадцати 7-дюймовых пластинках содержал по одному треку на стороне «А», и столько же бонусных треков и ремиксов на стороне «Б».

### Бонусы на ограниченном виниловом бокс-сете
| №   | Название                                                 | Длительность |
| --- | -------------------------------------------------------- | ------------ |
| 1.  | «Somebody Told Me» (Josh Harris Remix)                   |              |
| 2.  | «Under the Gun»                                          |              |
| 3.  | «Show You How»                                           |              |
| 4.  | «The Ballad of Michael Valentine»                        |              |
| 5.  | «Why Don't You Find Out for Yourself» (Morrissey/Boorer) |              |
| 6.  | «Ruby, Don't Take Your Love to Town»                     |              |
| 7.  | «Mr. Brightside» (Thin White Duke Remix Edit)            |              |
| 8.  | «Glamorous Indie Rock and Roll»                          |              |
| 9.  | «Smile Like You Mean It» (Acoustic Version)              |              |
| 10. | «Who Let You Go»                                         |              |
| 11. | «Get Trashed»                                            |              |

## Участники записи
- Брэндон Флауэрс — вокал, клавишные (также автор песен и продюсер)
- Дэйв Кенинг — гитара, бэк-вокал (также автор песен и продюсер)
- Марк Стормер — бас-гитара, бэк-вокал (также автор песен и продюсер)
- Ронни Вануччи — ударные (также автор песен и продюсер)
- The Sweet Inspirations — госпел-хор
- Корлин Бёрд — инженер, бэк-вокал
- Джефф Зальцман — продюсер, инженер
- Алан Молдер — микширование
- Марк Нидхэм — микширование

## Позиции в чартах и продажи
| Страна             | Организация | Высшая позиция | Сертификация  | Продажи    |
| ------------------ | ----------- | -------------- | ------------- | ---------- |
| Австралия          | ARIA        | 1              | 3× Платиновый | 210,000+   |
| Австрия            | IFPI        | 60             |               |            |
| Аргентина          | CAPIF       | 1              | Золотой       | 20,000+    |
| Бельгия (Валлония) | IFPI        | 1              | Золотой       | 15,000+    |
| Бельгия (Фландрия) | IFPI        | 1              | Золотой       |            |
| Великобритания     | BPI         | 1              | 6× Платиновый | 2,000,000+ |
| Германия           | IFPI        | 47             | Золотой       | 100,000+   |
| Ирландия           | IRMA        | 1              | 7× Платиновый | 105,000+   |
| Испания            | PROMUSICAE  | 35             |               |            |
| Канада             | CRIA        | 4              | 3× Платиновый | 300,000+   |
| Нидерланды         | IFPI        | 46             |               |            |
| Новая Зеландия     | RIANZ       | 5              | Платиновый    | 15,000+    |
| США                | RIAA        | 7              | 3× Платиновый | 3,400,000+ |
| Финляндия          | IFPI        | 15             |               |            |
| Франция            | SNEP        | 8              | Золотой       | 100,000+   |

### Позиции в чартах десятилетия
| Чарт (2000—2009)            | Позиция |
| --------------------------- | ------- |
| UK Albums Chart             | 26      |
| Australia ARIA Albums Chart | 97      |
| Billboard 200               | 131     |

## Награды
| Год  | Церемония                   | Награда                     | Итог      |
| ---- | --------------------------- | --------------------------- | --------- |
| 2004 | Shortlist Music Prize       | Shortlist Music Prize       | Номинация |
| 2005 | BRIT Awards                 | Лучший международный альбом | Номинация |
| 2005 | Grammy Awards               | Лучший рок-альбом           | Номинация |
| 2005 | Meteor Ireland Music Awards | Лучший международный альбом | Номинация |